# Pommerellen
För andra betydelser, se Pommern (olika betydelser).

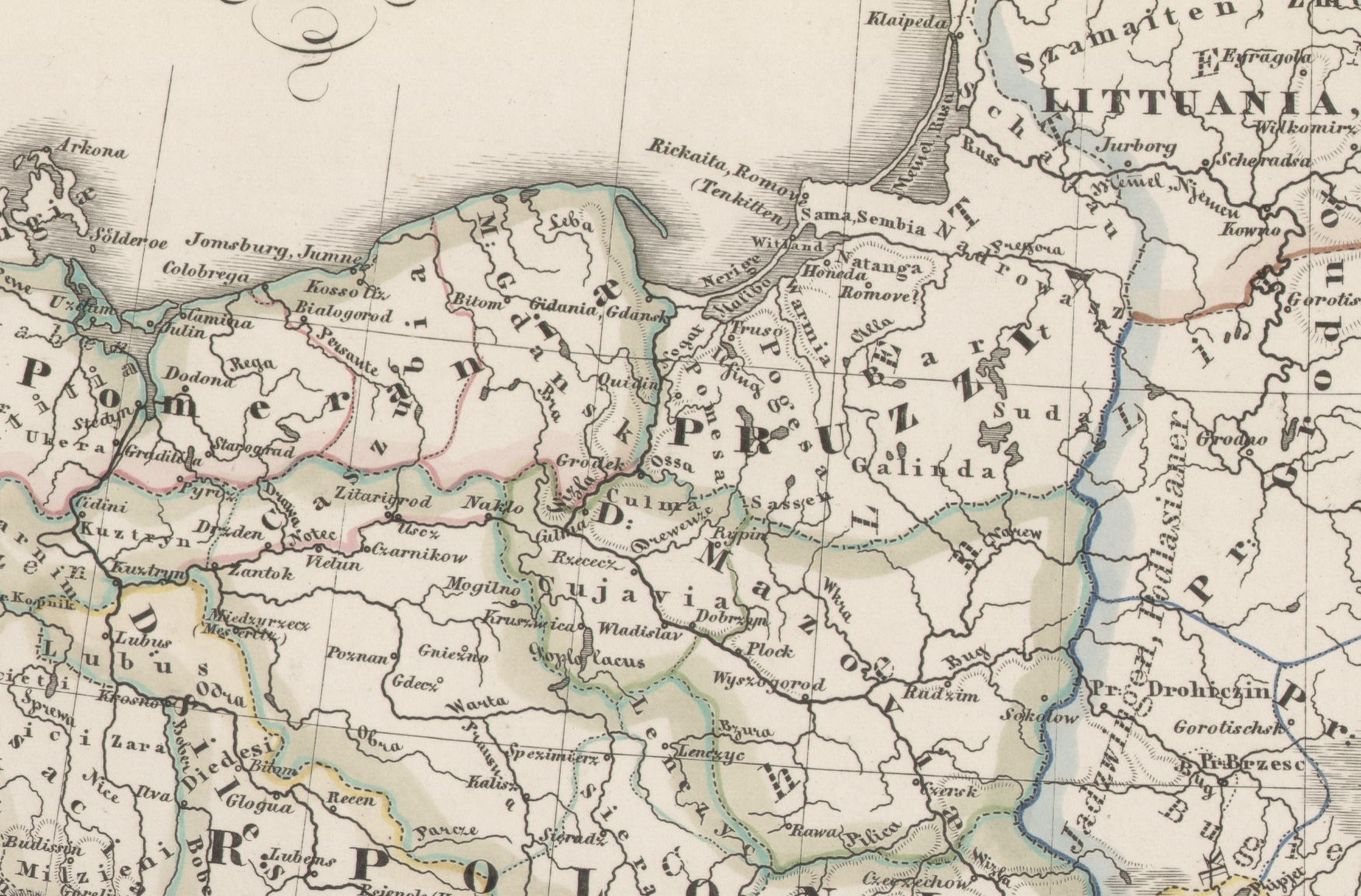
Pommerellen.

Pommerellen eller Pomerellen (tyska, med betydelsen Lillpommern) och även Östpommern är ett historiskt landskap vid Östersjön omkring floden Wisłas mynning, sedan 1945 en del av Polen. Namnet Pommerellen (och Pommern) kommer av det slaviska po more: "på, eller vid, havet". I polskt språkbruk avses ofta endast denna del med Pomorze, Pommern, medan Zachodniopomorze, Västpommern, huvudsakligen motsvarar nuvarande Västpommerns vojvodskap.

## Historia
Pommerellen befolkades av västslaver under 500- och 600-talen. I början av 1100-talet splittrades det pommerska området och den östra delen kom att heta Pommerellen eller Östpommern. Den västra delen blev till hertigdömet Pommern. När västra Pommern blev ett län under den tysk-romerske kejsaren blev den östra delen Pommerellen istället ett eget hertigdöme under polsk överhöghet. Kungariket Polen kom dock i konflikt med Brandenburg, som gjorde anspråk på provinsen. 
Pomerellen erövrades 1309 av Tyska Orden som skenbarligen skulle stödja sin polske länsherre mot brandenburgarna men i själva verket annekterade området. Därmed vände sig Tyska Orden mot sin polske länsherre. År 1466 återerövrade Polen bland annat Pomerellen efter trettonåriga kriget (1454–1466). Provinsen förblev polsk, sånär som mindre delar av området som erövrades av Brandenburg 1657.
I samband med Polens första delning 1772 blev dock hela Pommerellen preussiskt territorium 1772–1919. Inom Preussen utgjorde Pommerellen huvuddelen av provinsen Västpreussen fram till 1919, då området delades. En del kom till Polen och blev under mellankrigstiden mer bekant som Polska korridoren. Resten av territoriet blev till Fria staden Danzig som 1919–1939 utgjorde en fristat, men som 1945 införlivades i Polen. Även de områden som 1657 erövrats av Brandenburg, områdena runt Lauenburg och Bütow, räknades till Hinterpommern.